# Clubhouse
Clubhouse是一款由阿尔法探索公司（Alpha Exploration Co.）所发布的多人在线语音聊天社交软件。目前Clubhouse采取邀请注册的方式，必须要有邀请码方可注册成功。
该软件于2020年4月发布，截至2021年2月该平台用户数超过200万。

## 历史
Clubhouse于2020年4月在iOS上启动。该应用程序在2019冠状病毒病疫情的最初几个月中广受欢迎，尤其是在2020年5月从风险投资中获得1200万美元的A轮投资（1000万美元的原始资本和200万美元的现有股份购买）之后。 公司Andreessen Horowitz。截至2020年12月，该应用程序已拥有60万注册用户，并且仅可通过邀请注册制访问。 在2021年1月，该公司宣布它将“很快”开始开发Android应用程序。在美國企業家埃隆·马斯克接受“GOOD TIME”俱乐部的采访之后，Clubhouse的知名度显着提高。。2021 年 4 月，Twitter 开始讨论以 40 亿美元的估值收购 Clubhouse。然讨论无疾而终。随后于2021年4月18日，Clubhouse 宣布完成 C 輪募資，由 a16z 領投，包含 DST Global、Tiger Global 與 Elad Gil 都有參與，據《彭博》指出此輪估值近 40 億美金。

## 特色
Clubhouse诞生于2020年4月，是一款语音社交平台，與線上收聽或收看的直播、流或Podcast不同。该平台用户可以在软件内开设用于公开或隐私的语音聊天“房间”（英語：virtual rooms）；但是房间内不可发送视频或者文字，也无录音回放功能，房间内设三种权限，分别为决定谁来发言的主持人、参与对话的嘉宾和可以通过“举手”来申请发言权力观众。
2021年4月，Clubhouse 正在与 Stripe 合作发布他们的第一个货币化功能，称为 Clubhouse Payments。从 2021 年 4 月 5 日开始，如果创作者启用了该功能，用户可以通过点击创作者个人资料页面上的“汇款”向创作者汇款。 全额直接支付给创作者，而一小笔手续费则支付给 Stripe。。
截至2021年5月，该软件采用邀请注册制，注册用户最开始拥有两个邀请名额，后增至五个邀请名额；该软件目前发布有iOS版，在美國進行Android版Beta測試。已注册用户可以在软件内建立个人资料页、开设“房间”以及在日历上公布其直播日期以便于其他注册用户收听。

## 批评争议

### 使用中國大陸公司技術
Clubhouse聲稱， 背後的軟體開發商為美國公司Alpha Exploration，不過，中國大陸媒體「TechWeb」2月1日指出，Clubhouse的即時語音聊天技術技術是基於聲網（Agora），而非自己研發。雖然Clubhouse和聲網皆尚未證實這樣的關係，但是據《南華早報》掌握消息，Clubhouse就是使用聲網的技術。業內人士也公開表示，Clubhouse這個炙手可熱的社群平台，就是使用中國大陸公司的服務；財經科技網站「Interconnected」創辦人Kevin Xu就直接發文，指Clubhouse是「建造在聲網上」。Clubhouse要求用戶在註冊時提供手機號碼，並授權軟體開發商能檢視該用戶通訊錄上聯絡人列表，這意味著用戶的所有聯繫人都被記錄並存儲在開發商服務器上。

### 內容管控
《紐約時報》指出，該平台上關於濫用App、言語暴力、騷擾以及缺乏內容管控的抱怨層出不窮。使用者在推特上檢舉，Clubhouse上充滿有關種族歧視、同性戀歧視、性別歧視的發言以及各種仇恨言論，但管理員未有動作。事實上，Clubhouse由於其「使用者不留痕跡」的特性，反而讓有心人士有機可乘，群聚散布仇恨言論，又因為缺乏證據而難以阻止或定罪。而《名利場》雜誌指出「Clubhouse的平台特性，讓它成為掌權人物與厭女症和種族歧視者調情的天堂。」

### 審查
2021年2月8日晚間約7時，Clubhouse被中国大陆的防火长城封鎖。但有大陸網民在Clubhouse聊天房間稱其尚未被徹底封鎖，若使用VPN進入聊天房間後，再將VPN關掉，就可以繼續在房間內聽取對話。

### 隐私安全
斯坦福大学网络观测平台的2021年2月发布的研究显示，该app的用户ID是通过网络以纯文本格式传输的，因此很容易被拦截；聊天室ID也以明文形式传输。此外，用户权限中说明它“暂时”在其自己的服务器上记录用户音频，但不清楚服务器在哪里，或“临时”存放在服务器有多长时间。